# Wallidan Banjul
Der Wallidan Football Club (in der Presse oft „The Blue boys“ betitelt) ist ein Fußballverein aus Banjul, der Hauptstadt des westafrikanischen Staats Gambia. Er spielt in der höchsten Liga im gambischen Fußball, der GFA League First Division. Der Verein konnte sich zuletzt in der Saison 2008 die Meisterschaft sichern. Mit 16 gewonnenen Meisterschaften und 18 Pokalgewinnen ist er der erfolgreichste Verein im gambischen Fußball.

## Geschichte
Zudem nahm das Team in den Jahren 2002, 2003, 2005 und 2006 an der CAF Champions League sowie 2004 am CAF Cup teil.
Erstmals in Erscheinung trat der Wallidan FC in der Saison 1967/68. Foday Bah ist der verantwortliche Trainer.
Nachdem die Mannschaft erfolgreich die Meisterschaft 2007/08 abgeschlossen hatte, konnte sie auch erstmals in der Geschichte des gambischen Fußballs das Doppel mit dem Gewinn des Pokals im gleichen Jahr erreichen. Damit haben sie sich auch zum CAF Cup qualifiziert.

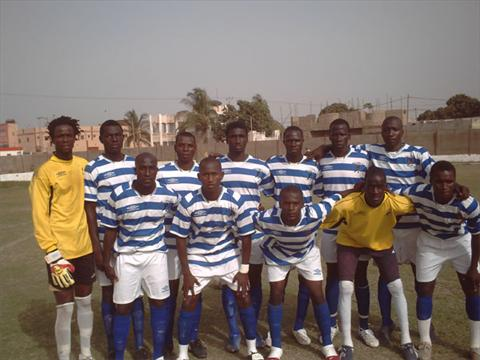
Die Mannschaft

## Erfolge
- Meisterschaft in der GFA League First Division: 16

1970, 1971, 1976, 1977, 1979, 1981, 1982, 1985, 1988, 1992, 1995, 2001, 2002, 2004, 2005 und 2008
- Pokalgewinne im GFA-Cup: 18[9]

1976, 1978, 1981, 1984, 1986, 1987, 1991, 1993, 1996, 1998, 1999, 2001, 2002, 2003, 2004 und 2008

## Trainer
- Alagie Sarr (2000–2005)

## Spieler
- Alh. Momodou „Biri Biri“ Njie, (1970–1972, 1981–1986), Nationalspieler 1963–1987.
- Lamin Conateh (1999–2005)
- Abdourahman Conateh (2002–2004)
- Ansumana Samateh (2002–)
- Yankuba Ceesay (2004–2006)
- Ousman Jallow (2005)
- Ebrima Sohna (2005–2006)
- Momodou Ceesay (2006–2007)
- Joseph Gómez (2007–)

## Statistik in den CAF-Wettbewerben
| Wettbewerb                    | Runde         | Gegner                   | Hinspiel | Rückspiel          |  |
| ----------------------------- | ------------- | ------------------------ | -------- | ------------------ |  |
|                               |               |                          |          |                    |  |
| African Cup Winners’ Cup 1975 | 1. Runde      | ASC Jeanne d’Arc         | 0:0 (H)  | 0:2 (A)            |  |
| African Cup Winners’ Cup 1977 | 1. Runde      | Espoirs Nouakchott       | 1:1 (H)  | 0:0 (A)            |  |
| CAF Champions Cup 1978        | 1. Runde      | ASC Garde Nationale      | 1:3 (A)  | 2:2 (H)            |  |
| African Cup Winners’ Cup 1979 | 1. Runde      | Espoirs Nouakchott       | 0:1 (A)  | 1:0 (H) / Pen: 5:4 |  |
|                               | 1. Runde      | Canon Yaoundé            | 1:2 (H)  | 0:1 (A)            |  |
| CAF Champions Cup 1980        | 1. Runde      | Silures Ouagadougou      | 1:1 (H)  | 0:1 (A)            |  |
| African Cup Winners’ Cup 1982 | 1. Runde      | Hearts of Oak            | 1:0 (H)  | 1:4 (A)            |  |
| African Cup Winners’ Cup 1985 | 1. Runde      | Horoya AC                | 0:2 (A)  | 1:0 (H)            |  |
| CAF Champions Cup 1986        | 1. Runde      | Hearts of Oak            | 0:2 (A)  | 1:0 (H)            |  |
| African Cup Winners’ Cup 1988 | Qualifikation | AS Douanés Nouakchott    | not      | played             |  |
|                               | 1. Runde      | KAC Marrakech            | not      | played             |  |
|                               | 2. Runde      | Real Republicans FC      | 0:0 (A)  | 1:0 (H)            |  |
|                               | Viertelfinale | Club Athlétique Bizertin | not      | played             |  |
| African Cup Winners’ Cup 1995 | 1. Runde      | KAC Marrakech            | not      | played             |  |
|                               | 2. Runde      | AS Marsa                 | not      | played             |  |
| CAF Champions League 1998     | Qualifikation | AS Douanes Dakar         | 0:0 (H)  | 0:2 (A)            |  |
| African Cup Winners’ Cup 2000 | Qualifikation | Mogas ’90 Porto-Novo     | 0:1 (H)  | 0:2 (A)            |  |
| CAF Champions League 2002     | Qualifikation | Horoya AC                | 3:0 (H)  | 1:1 (A)            |  |
|                               | 1. Runde      | Raja Casablanca          | 1:2 (A)  | 1:3 (H)            |  |
| CAF Champions League 2003     | Qualifikation | AS Dragons de l’Ouémé    | 1:0 (H)  | 0:0 (A)            |  |
|                               | 1. Runde      | USM Algier               | 0:2 (A)  | 2:1 (H)            |  |
| CAF Confederation Cup 2004    | Qualifikation | Djoliba AC               | 0:1 (A)  | 3:1 (H)            |  |
| CAF Champions League 2005     | Qualifikation | Asante Kotoko FC         | not      | played             |  |
| CAF Champions League 2006     | Qualifikation | Hearts of Oak            | not      | played             |  |
| CAF Champions League 2009     | Qualifikation | IZ Khémisset             | not      | played             |  |

- 1988: Der AS Douanes & KAC Marrakech zogen ihre Mannschaften nach der Auslosung vom Wettbewerb zurück.
- 1988: Der Verein zog seine Mannschaft nach der Auslosung gegen den CA Bizertin zurück.
- 1995: Der KAC Marrakech zog seine Mannschaft nach der Auslosung aus dem Wettbewerb zurück.
- 1995: Der Verein zog seine Mannschaft nach der Auslosung gegen den AS Marsa zurück.
- 2005, 2006 & 2009: Der Verein zog seine Mannschaft nach der Auslosung zurück.

## Basketball
Neben der Abteilung für Fußball spielt Wallidan erfolgreich mit einer Basketballmannschaft im gambischen Basketball.